# Christoph Migazzi

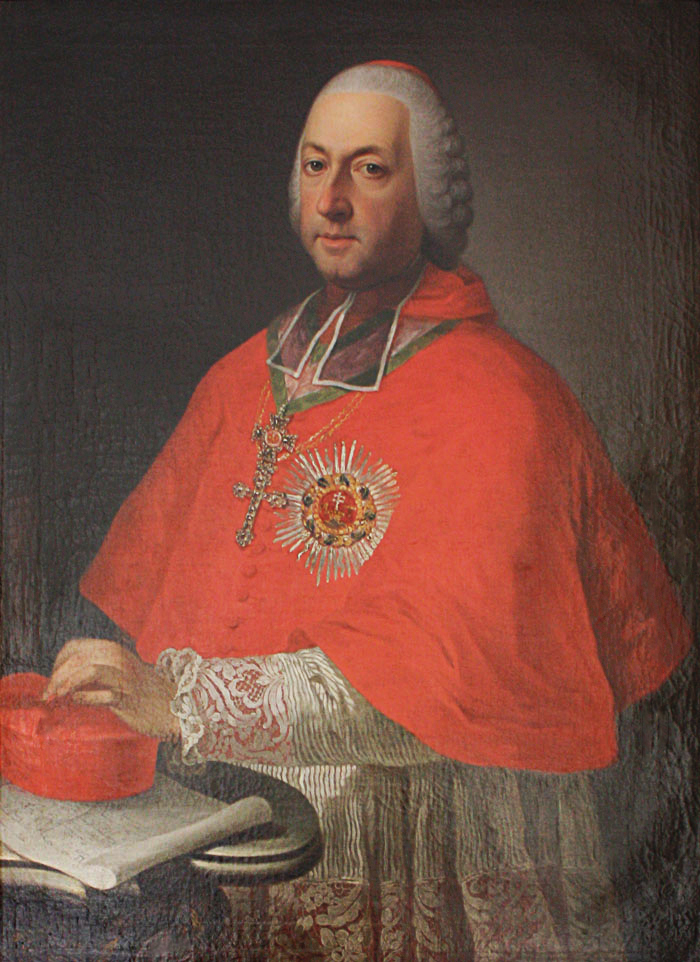

Christoph Anton von Migazzi (20 oktober 1714 - Wenen, 14 april 1803) was een Oostenrijks bisschop en kardinaal.
Migazzi werd geboren in een adellijke familie in Tirol en kreeg een kerkelijke opleiding in Rome. In 1751 werd hij op voorspraak van aartsbisschop d'Alsace benoemd tot coadjutor met recht van opvolging van het aartsbisdom Mechelen. Hij nam deze functie echter niet op want hij werd kort nadien benoemd tot ambassadeur van Oostenrijk in Spanje. In 1753 vroeg hij ontheven te worden van zijn Mechelse functie. In 1756 werd hij tot bisschop gewijd en in 1757 werd Migazzi benoemd tot aartsbisschop van Wenen. Hij stond bekend voor zijn afkeer van de Jezuïeten en als een voorstander van een kerkhervorming. Hij richtte zich vooral op een reorganisatie van de priesteropleiding met een betere intellectuele vorming. 
In 1759 wijdde hij in Wenen zijn vriend, Joannes Henricus van Frankenberg, tot nieuwe aartsbisschop van Mechelen. Op 23 november 1761 werd Migazzi tot kardinaal gecreëerd door paus Clemens XIII.
- Bibliothèque nationale de France: cb12075545f (data)
- Gemeinsame Normdatei: 118582313
- International Standard Name Identifier: 0000 0000 6135 2174
- Nationale Bibliotheek van Tsjechië: mzk2007395196
- Nederlandse Thesaurus van Auteursnamen: 07079314X
- SNAC: w6455vsb
- Système universitaire de documentation: 227247647
- Virtual International Authority File: 14794014
- WorldCat: E39PBJjdkGBY6rdjyHc9k3KWXd